# Microbotryum kuehneanum
Microbotryum kuehneanum är en svampart som först beskrevs av R. Wolff, och fick sitt nu gällande namn av Vánky 1998. Microbotryum kuehneanum ingår i släktet Microbotryum och familjen Microbotryaceae.   Inga underarter finns listade i Catalogue of Life.